# Plochmopeltis graminicola
Plochmopeltis graminicola är en svampart som först beskrevs av Franz Xaver von Höhnel, och fick sitt nu gällande namn av Arx 1962. Plochmopeltis graminicola ingår i släktet Plochmopeltis och familjen Schizothyriaceae.   Inga underarter finns listade i Catalogue of Life.